# Покотилы
Покотилы (пол. Pokotyło) — дворянский род.
Родоначальник Яков Покотило полковник охочекомонный (1703—1709).

## Описание герба
В голубом поле золотой полумесяц, сопровождаемый сверху золотым кавалерским крестом и снизу золотою звездою.
Щит увенчан дворянскими шлемом и короной. Нашлемник: вооруженная мечом рука. Намёт на щите красный, подложенный серебром.